# Rapisma
Rapisma es un género de insectos neurópteros en la familia Ithonidae. Anteriormente estuvieron ubicadas en una familia propia denominada, Rapismatidae. Generalmente son marrones o verdes y su cuerpo es ancho y la cabeza es corta y se retrae bajo el pronotum. Algunas especies poseen dimorfismo sexual en la forma de sus alas. La identificación de las especies se basa en las características de sus genitales y requiere realizar la disección de los ejemplares. El género posee especies que se encuentran en los Himalayas desde Nepal hasta Tailandia, Malasia y el Sureste de Asia. Una especie, R. tamilanum, posee una distribución algo más disjunta y está presente en los Ghats Occidentales en el sur de India.
Aún no se han descripto sus larvas pero pueden ser subterráneas o encontrarse en montones de hojas en descomposición.